# Línea 16 (Maldonado)
La línea 16 es una línea de transporte público del departamento de Maldonado, Uruguay.
Sale de Maldonado por la avenida Benito Nardone y se dirige al balneario Buenos Aires.

## Recorridos
Esta línea realiza los siguientes recorridos desde ambos destinos.

#### Ida
Bto. Nardone, Av. Lussich, continuación Av. Lavalleja, Ventura Alegre, Araza, Ituzaingo, Av. Joaquín de Viana, Dr. Edye, Rincón, Tres de Febrero, 18 de Julio, San José, Sarandi, Enrique Burnett, Democracia, Tres de Febrero, Tacuarembó, (horas impares pasan por Liber Sergni), Av. Aparicio Saravia, Puente Leonel Viera, Av. Eduardo Víctor Haedo, Ruta 10, Manantiales, Ruta 104, Tiburones, Pejerreyes, Los Tachos, calle 49, (horas pares suben por calle 28), calle 41. 

#### Vuelta
Ruta 10, Manantiales, Av. Eduardo Víctor Haedo, Puente Leonel Viera, Av. Aparicio Saravia, (horas pares, pasa por Liber Seregni), Tacuarembó, Tres de Febrero, Av. Martiniano Chiossi, Antonio José Méndez, Av. Roosvelt, Terminal Maldonado, Av. Antonio Camacho, Dodera, Ventura Alegre, continuación Av. Lavalleja, Av. Lussich, Benito Nardone, Agencia.